# Hans Wernery
Hans Wernery (* 25. November 1912 in Epe; † 1993) war ein deutscher Ministerialbeamter.

## Werdegang
Wernery war Leitender Ministerialrat im Ministerium für Wirtschaft, Mittelstand und Verkehr des Landes Nordrhein-Westfalen und dort Gruppenleiter.
Daneben war er stellvertretender Bundesvorsitzender des Deutschen Beamtenbundes.

## Ehrungen
- 1973: Großes Verdienstkreuz der Bundesrepublik Deutschland[2]
- 1989: Verdienstorden des Landes Nordrhein-Westfalen[3]